# Eupithecia altaicata
Eupithecia altaicata là một loài bướm đêm trong họ Geometridae.